# Attus sericeus
Attus sericeus är en spindelart som beskrevs av Władysław Taczanowski 1871 [1872. Attus sericeus ingår i släktet Attus och familjen hoppspindlar. Inga underarter finns listade.